# Estadio Torero
El Estadio Torero (en inglés: Torero Stadium) es un estadio multiusos construido en 1961, con capacidad para 6000 personas, propiedad de la Universidad de San Diego y ubicado en la ciudad estadounidense de San Diego, al sur del estado de California.
Es el campo del San Diego Wave Fútbol Club de la National Women's Soccer League, de los equipos de fútbol americano y fútbol de la universidad, y del San Diego Loyal SC de la USL Championship.

## Historia

Los San Diego Toreros juegan aquí.

En 2001 se llevó a cabo dos fases de renovación para albergar al San Diego Spirit y se gastaron más de $ 3.5 millones. Se ampliaron las áreas de asientos, se instaló un sistema iluminación mejorado para eventos nocturnos, la pavimentación de la pasarela peatonal (que se curva alrededor de las tres cuartas partes del estadio), la instalación de un nuevo sistema de sonido y un tablero de video y marcador.
San Diego Spirit jugó de 2001 a 2003 y la selección femenina de fútbol de los Estados Unidos también ha jugado amistosos aquí.
Desde 2002 el lugar ha sido sede del torneo de lacrosse universitario The First 4.
Ha sido sede de partidos de exhibición de la Major League Soccer y la Primera División de México, albergando a Los Angeles Galaxy, Club Deportivo Chivas USA, el canadiense Toronto Football Club y el mexicano Club Tijuana.

### Años 2010
Fue sede del torneo de fútbol de la copa universitaria femenina de 2012.
Los New England Patriots lo usaron como su centro de práctica durante la semana previa a su partido con Los Angeles Chargers, el 7 de diciembre de 2014.
El estadio fue también el campo del equipo de rugby San Diego Breakers y de la San Diego Legion, de la Major League Rugby.

## Instalaciones

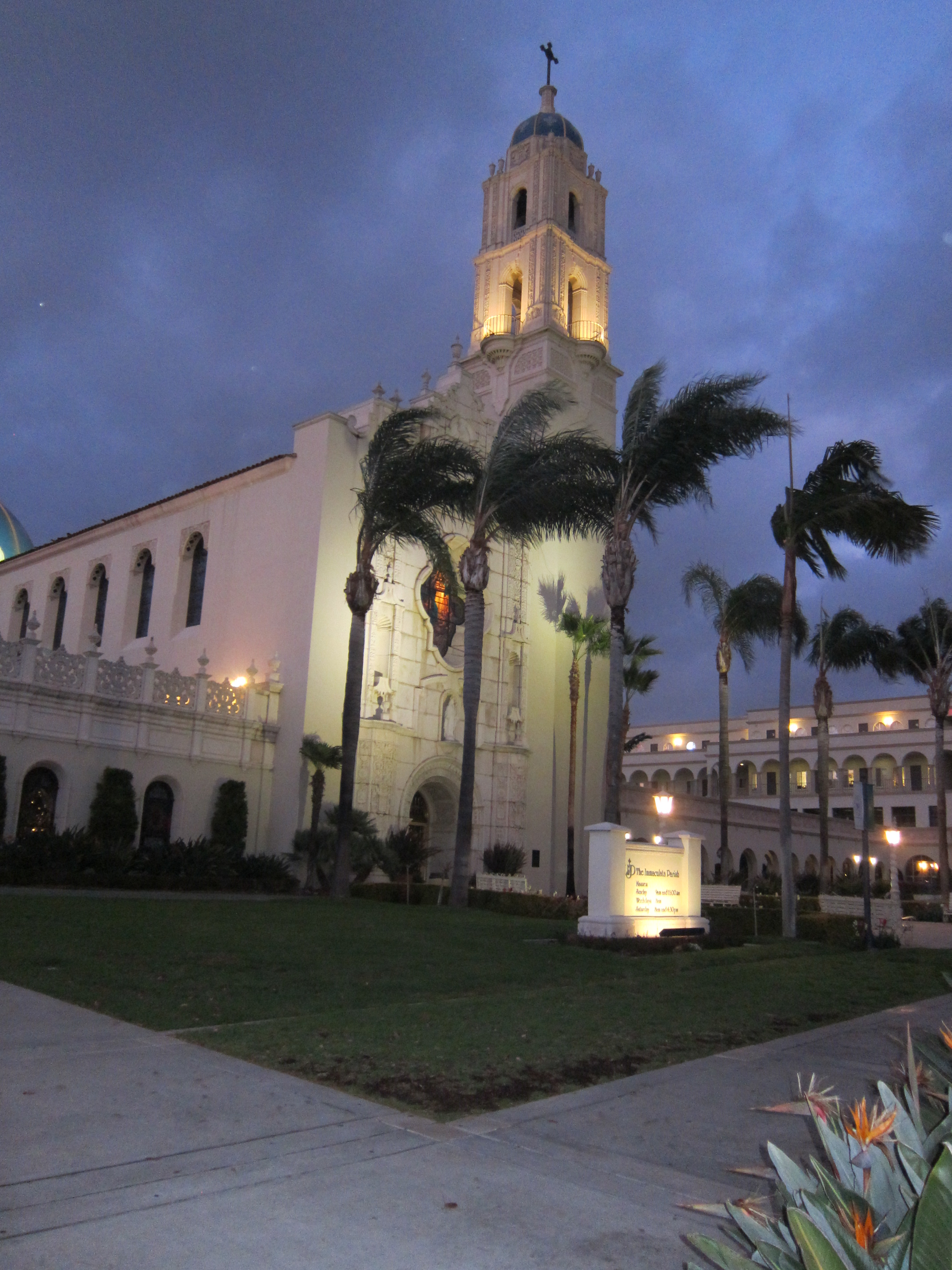
La Universidad de San Diego es propietaria del estadio.

Las gradas sur cuentan con aproximadamente 1100 asientos con respaldo y con instalaciones de cabina de prensa. Las gradas este y norte tienen asientos en las gradas: la norte tiene capacidad para unos 3000 fanáticos y las gradas detrás del extremo este tienen capacidad para aproximadamente 1900. La superficie de juego es césped y sus dimensiones son 107 × 65 metros, conforme a las regulaciones de la NCAA.
En 2020 se planeó renovar el estadio antes de recibir al San Diego Loyal SC, para expandir el lugar a los 8000 asientos, pero no se realizó.

## Futuro
Hasta que se inaugure el nuevo estadio Snapdragon en septiembre de 2022, de la Universidad Estatal de San Diego, el estadio seguirá siendo alquilado y luego solo albergará a los equipos de la universidad.